# Lotòfags
Segons la mitologia grega, els lotòfags (en grec antic: Λωτοφάγοι) foren un poble del nord d'Àfrica esmentat per Homer que habitava a la regió de Líbia. El seu nom deriva del fet que, segons el relat, s'alimentaven del fruit del lotus (λωτός 'lotus', φάγο- 'menjar'), que correspon al fruit de diverses espècies de ginjoler (ginjoler comú, ginjoler murcià, ginjoler de l'Índia o ginjoler d'espines de Crist).
Posteriorment, Heròdot i nombrosos geògrafs i etnògrafs de l'antiguitat es referiren als lotòfags i n'identificaren la localització amb precisió. No obstant això, els autors moderns no consideren que es tracti de cap ètnia concreta, sinó d'una simple descripció d'un costum alimentari que va ser reproduïda pels autors posteriors a Homer.

## Els lotòfags en Homer
Segons el relat de l'Odissea, Ulisses i els seus companys arriben al país dels lotòfags (Líbia) procedents del país dels cícons (Tràcia) després de naufragar durant nou dies. Allà, els companys d'Ulisses menjaren el fruit del lotus, que els feu oblidar Ítaca i els feu perdre el desig de tornar. Així ho descriu Homer:
| «                                                                                   | D'allí durant nou dies vaig ser arrossegat per vents funestos a través de la mar abundosa en peixos. Al desè dia vam arribar al país dels lotòfags, els quals s'alimenten de flors. Allí desembarcàrem a terra ferma, férem provisions d'aigua i aviat els meus companys van fer el dinar vora les naus ràpides. Quan ja vam estar tips de menjar i beure, jo vaig enviar uns quants companys que anessin a informar-se de quina mena d'homes, d'aquells que s'alimenten de pa, hi havia en aquell país. De companys, en vaig triar dos i en vaig enviar un tercer com a herald. I van marxar tot seguit a trobar-se amb els lotòfags. Ells no tramaven pas la mort dels meus companys; al contrari, els oferiren lotus perquè en mengessin. Però qui d'ells tastava el dolç fruit del lotus ja no volia portar-nos notícies ni tornar, sinó que s'estimava més romandre allí amb els lotòfags atipant-se de lotus i oblidar-se del retorn. Amb tot, jo me'ls vaig endur per la força cap a les embarcacions, encara que ploressin, els vaig arrossegar i els vaig lligar sota els bancs dins les còncaves naus. Vaig manar als altres companys fidels que s'apressessin a entrar a les ràpides naus, no fos que algú tastés el lotus i ja no recordés el retorn. Ells immediatament embarcaren i ocuparen els bancs, i, asseguts de renglera, colpejaren la mar cendrosa amb els rems. | » |
| — Homer, Odissea, IX 82-104. Traducció de Joan Alberich i Mariné (La Magrana, 2006) | |   |

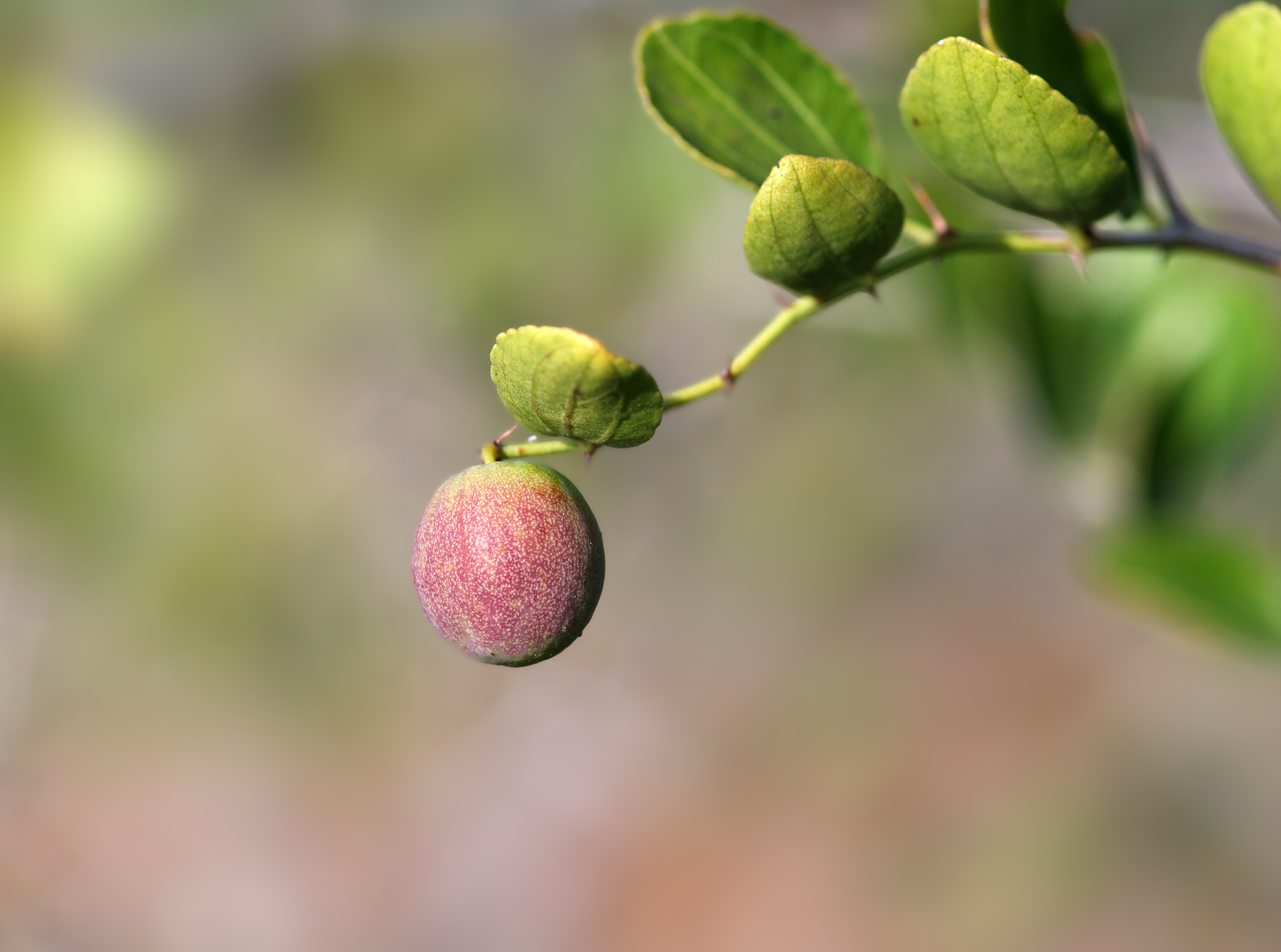
El fruit del ginjoler murcià

Després d'abandonar el país dels lotòfags, Ulisses i els seus companys arribaren a la cova del ciclop Polifem (Sicília).

## Els lotòfags en autors posteriors

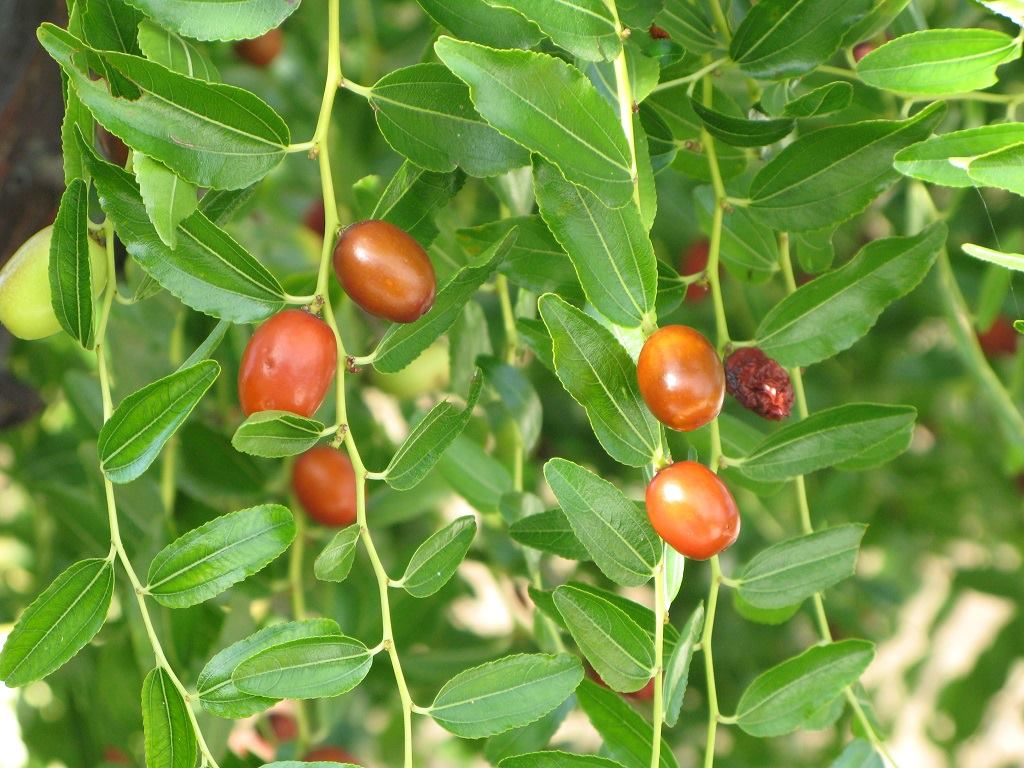
el fruit del ginjoler comú

Curiosament, els antics no es prengueren el relat d'Homer sobre els lotòfags com una narració mitològica sinó com a realitat etnogràfica. En conseqüència, identificaren els lotòfags amb uns pobles concrets que habitaven unes regions concretes (la regió de Líbia, entre els dos Sirtis), per bé que no hi havia consens en la situació exacta de les seves fronteres (probablement perquè, en aquella regió, hi havia diversos pobles que menjaven el fruit del lotus).
Així doncs, Heròdot diu que els lotòfags habitaven entre els gindans i els maclis, cosa que els situa entre els dos Sirtis, a la Sírtica. Heròdot diu que els lotòfags s'alimentaven exclusivament del fruit del lotus, i que també en feien vi.
Els autors posteriors els situen, en general, en la mateixa regió, entre el Sirtis Major i el Sirtis Menor, o fins i tot més a l'oest, al Sirtis Major a tocar de la Cirenaica. Però la localització que guanyà més popularitat fou la de l'illa de Mèninx (Gerba): molts d'autors clàssics situen els lotòfags en aquesta illa, i d'altres els hi situen implícitament, quan afirmen que l'illa s'anomena país dels lotòfags (Λωτοφαγῖτις). D'altra banda, Plini el Vell els identifica amb els maclis, i Estèfan de Bizanci, amb els gindans.

## Interpretacions
El fruit a què fa referència el terme lotus (en grec antic: λωτός) ha estat objecte de debat al llarg de la història de la filologia grega, atès que, en grec, pot fer referència a diverses plantes, com ara el lotus blau i el lotus egipci, característiques per la seva flor.
No obstant això, actualment hi ha consens que el fruit a què fan referència els antics és el de diverses plantes del gènere ziziphus (el ginjoler i semblants). Això se sap gràcies a les descripcions d'Heròdot i de Teofrast a propòsit del fruit que menjaven els lotòfags. Segons Heròdot, era si fa no fa com el fruit del llentiscle, però dolç com els dàtils. Teofrast, com a botànic, és més extens en la seva descripció:

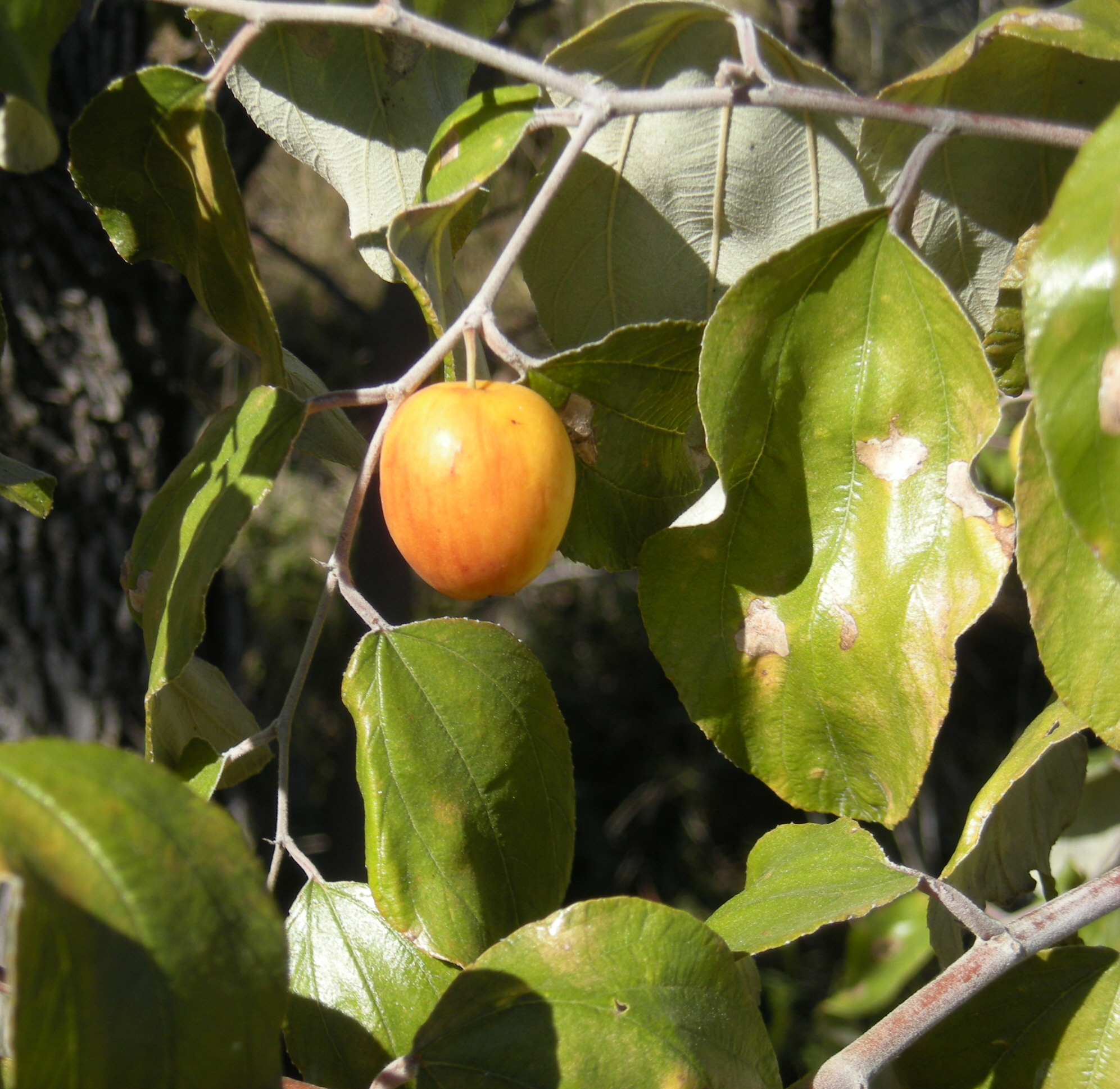
El fruit del ginjoler de l'Índia

| «                                             | […] Pel que fa al lotus, tot l'arbre és especial: és gairebé tan gros com una perera, la fulla té petits talls, semblant a la del garric, i la fusta és negra. N'hi ha de diverses castes, que difereixen en els fruits. El fruit és com una fava de gros: quan madura, igual que el raïm, canvia la coloració, i surten diversos fruits d'un mateix brot, com els murtons. És comestible: el del país dels anomenats lotòfags és dolç i agradable, no cau malament i fins i tot és bo per la panxa; el que no té pinyol (efectivament, n'hi ha que no en tenen) és encara més bo, i fins i tot en fan vi. És un arbre abundant, i produeix molts de fruits […] També n'hi ha molts a l'illa anomenada Lotofagítida, situada no gaire lluny de terra ferma, on, certament, no és rara, però és molt més abundant al continent. Com s'ha dit, aquest arbre és molt abundant a Líbia, com també l'espinavera, i a Evespèrides els fan servir tots dos com a combustible; aquest lotus, però, és diferent del dels lotòfags. Segons es diu, l'arbre del lotus és de port arbustiu i amb moltes de branques, però de soca forta. El fruit té un pinyol gros, i per fora no és carnós, sinó que té pell. Es pot menjar, i és gustós però no tan dolç. El vi que se'n fa no dura més de dos o tres dies; més endavant torna agre. El fruit del lotus dels lotòfags és més dolç, però la fusta del de la Cirenaica és més bona, i el clima al país dels lotòfags és més càlid. L'arrel és molt més negra que la fusta, però és menys sòlida i té menys utilitats: es fa servir pels mànecs dels punyals i els aplics, mentre que la fusta serveix per fer flautes i moltes altres coses. | » |
| — Teofrast, Història de les plantes, IV 3.1-4 | |   |

Així doncs, els lotòfags descrits per Heròdot i els historiadors, naturalistes i geògrafs posteriors no cal entendre'ls com una ètnia amb uns costums i una organització pròpies i diferents de les dels veïns, sinó com una simple descripció del costum de menjar un fruit concret. Sens dubte, va ser l'autoritat d'Homer que va contribuir a mantenir els lotòfags en les descripcions de tribus líbies al llarg de tota l'antiguitat.